# 池畑慎之介
池畑 慎之介（いけはた しんのすけ、1952年〈昭和27年〉8月8日 - ）は、日本の歌手、俳優、タレント。FIRST AGENT所属。血液型はA型。本名同じ。
デビュー以降は一貫して「ピーター」名義で活動していたが、1985年ごろから、役者として出演する時は男役女役にかかわらず本名を用いるようになり、2019年に芸名を廃止した。愛称は「ピー」。

## 来歴・人物

### デビューまで
慎之介は、上方舞吉村流四世家元で、人間国宝にもなった吉村雄輝の長男として大阪府大阪市中央区宗右衛門町で生まれた。兄弟は姉1人（詳しくは#エピソードを参照）。3歳で初舞台を踏み、お家芸の跡継ぎとして父から厳しく仕込まれた。5歳の時に両親が離婚し、好きな方を選べと言われ、父は舞の稽古で鬼のように怖かったので母・池畑清子と暮らすことを選択し、小学校2年の時に祖父・祖母のいる鹿児島県鹿児島市に移り、少年時代を過ごした。母は天文館で「淀川」という料亭を経営していた。慎之介が父方の橋本姓ではなく母方の池畑姓を名乗るのはこれ以降である。
鹿児島市立清水小学校からラ・サール中学校に進学した。母を喜ばせるために必死で勉強したという。しかし寮生活の息苦しさに耐えられずに鹿児島市立城西中学校へ編入した。中学3年の秋に家出し、大阪を経由して上京する。
新宿へ行くつもりが原宿へたどり着き、表参道のクラブで募集していたゴーゴーボーイに応募し、年齢をごまかして働き始めたが、来客（若柳流関係者）に問われて父が吉村流の家元であることを言ってしまったために在京の吉村流の関係者に発見され、たまたま歌舞伎座に出演していた父に伝えられる。慎之介が夜中目覚めたら枕元で父は泣いており、実家に連れ戻された。この事件を機に両親は復縁している。
堺市立浜寺中学校を卒業後、大阪市内の私立高校である桃山学院高等学校に入学した。しかし高校1年の時に再び家出して上京した。この時働いていた六本木のゴーゴークラブで、男の子か女の子か分からない美少年ということから「ピーター・パン」と呼ばれていた。これが芸名「ピーター」の由来である。
グループ・サウンズのオックスのボーカル・赤松愛に似ていると言われて、「六本木の赤松愛」と言われた。

### デビュー以降
六本木のクラブで知り合った作家の水上勉のパーティーに呼ばれ、松本俊夫監督のATG映画『薔薇の葬列』にかかわっていた舞台美術家の朝倉摂に「主役の美少年にぴったり」とスカウトされた。1969年、俳優・ピーターが誕生し、同年10月には歌手デビューも果たし、当時のキャッチフレーズは「アポロが月から連れてきた少年」と称された。さらに、自身デビュー曲の『夜と朝のあいだに』では、同年大晦日放映のTBSテレビ『第11回日本レコード大賞』で最優秀新人賞を受賞し、特に女性からの広い支持を受けて一躍アイドルスターとなった。
仁科亜季子は幼なじみであり初恋の人で、独身を貫いてきた理由は仁科が芸能界にデビューしたため（芸能界に入って素人でなくなったため）。また、父の愛に飢えており、自らの子供にそういう思いをさせたくなかったのも独身を貫いてきた理由としている。
その後、数々映画に出演する一方で歌手としての活動も続けていったが、1985年黒澤明監督の『乱』で重要な狂言師役に抜擢された頃から役者としての層に厚みが増すようになり、これが今日の「二人の」池畑につながっている。
舞踊家としては長らく「吉村雄秀（ゆうひで）」の名取でもあり、吉村流の例会にも出席していた。父・雄輝は晩年「慎之介をどうかよろしく」と家元継承を匂わせる発言もしていたが、1998年に死去すると池畑は自ら「雄秀」を返上して吉村流とは決別し、家元は実力のある内弟子が継ぐ、という流派の伝統を守らせた。本人は一から舞踊の勉強をやり直すことを決意したという。
なお父の死を機に、母と再び熱海で同居を始めるも、母は2002年に死去した。
2006年からテレビに頻繁に出演するようになり、過去を知らない若者の間にも知名度が浸透した。特に愛のエプロンでは、男性対決だけではなく女装して出演し優勝するほど料理の腕を振るった。最近では料理番組にも多数出演するようにもなる。またシャル・ウィ・ダンス?〜オールスター社交ダンス選手権で女装して優勝するほど、ダンスの修得は早かった。CMやバラエティにも出演し、年齢と性別を超越した活動を行っている。
2008年7月1日付で大手芸能事務所・オスカープロモーションに所属することになり、同年7月25日から始まった同じ事務所の菊川怜主演のテレビ朝日系連続ドラマ「打撃天使ルリ」に7年振りにドラマに出演した。しかし個人事務所のマネージャーが覚醒剤取締法違反で逮捕された事を受け（後に不起訴となる）、「オスカーに迷惑をかけた。他の人のイメージまで悪くなる」と自ら責任を取ってマネジメント契約を2009年9月5日付で解除（5年契約の2年目）した。
東北地方太平洋沖地震をきっかけに、「物を持つことの虚無感というか罪悪感」を感じて断捨離を始めた。
2012年8月以降、芸能プロダクション・A-team所属タレントとなっていた。
2013年3月、役者名を「池畑慎之介⛤」に改名した。なお、タレント・シンガーとしての芸名は「ピーター」のままである。「☆」印の正式な表記は一筆書きの五芒星である。
2002年から2015年5月まで、高輪に所有する自宅で高輪会というパーティーを行なっており、毎回大勢の芸能人が参加していた。そのために芸能界デビューから多数の芸能人と親交があり幅広い人脈を持っている。特にRIKACOとは大親友である。
2018年5月、同年末に活動名義を「ピーター」から本名に統一することを発表した。2019年からは1年から2年の休養を取り、充電期間とする意向を示した。
2020年4月からは生島企画室（現在のFIRST AGENT）へ所属し、1年3か月振りに芸能界へ復帰することになった。
2022年3月10日にゴルフ中に転倒し、左足首を骨折する。
2016年に福岡県糸島市に別荘を購入。九州地区の仕事における滞在拠点として利用を始めた。2022年10月からは糸島市の観光大使に就任した。同月より放送を開始したラジオ番組「ピーターの糸島大好き！いとしまにあ」（RKBラジオ）にはピーター名義で出演している。

## エピソード
- 実姉は鹿児島テレビ放送のアナウンサー1期生で、大阪芸術大学放送学部放送学科教授・学科長の石川豊子。
- 池畑慎之介名義は、本来『乱』からにするつもりだったのが、黒澤明監督から「ピーターで有名なんだから、それでいいじゃない。」と言われ、監督にそれ以上詳しい理由を説明することもできなかったため、ピーター名義で出演した。
- ドイツの雑誌『クヴィック（英語版、ドイツ語版）』1970年1月21日号の表紙を飾った[13]。
- バラエティー番組などに出演するときは女装、またはそれに近い衣装を着ていることがほとんどである。父・雄輝の吉村流はそもそもが女舞の流派で、3歳からおしろいを塗って舞の舞台に立っていた池畑は、役者として女役を演じることには初めからなんの抵抗もなかったという。しかしながら、常時女装の美輪明宏や性転換をしたカルーセル麻紀らとの違いを自覚し、ひとくくりにカテゴライズされることには抵抗を感じている旨の発言をしている[注 2]。俳優としては女性役、女装男性役、女性的な面を持つ男性役が多いが、凛々しい男性役も演じることもでき、大河ドラマ『北条時宗』が代表例である。
- 小学校時代に一度坊主刈りにしたことがあるが、その時についたあだ名は「尼さん[14]」だったという。
- 親思いで、この熱海の別荘にも特に両親のために日当たりのよい和室を作っている。
- プロ野球・読売ジャイアンツ監督の阿部慎之助の「慎之助」は、彼の母親がピーターの大ファンだったことからつけられた名前である。なおピーター本人は阪神タイガースのファンで、特に真弓明信の大ファンだった。
- 着せ替え人形ブライスのコレクターとしても有名で、一時期は自宅に80体以上のブライスドールが飾られていたが、自宅の売却などを機にコレクションを手放し、現在は自身を模したカスタムブライス1体のみを所有している[15]。
- 2007年には念願だったハイジュエリーをプロデュース・セレクトしたブランド「P's collection」を立ち上げる。また、2009年からはテレビショッピング専門チャンネルQVCにおいて、カジュアルな服や靴、アクセサリーを扱う「SHINNOSUKE designed by PETER」を展開している[16]。特に新作が紹介される放送日には自ら出演し、モデルを買ってでることもある。

## 主な出演作

### 舞台
- 越路吹雪物語 - 越路吹雪
- 夏の夜の夢
- おもろい幽霊 - 桜
- もとの黙阿弥 浅草七軒町界隈 - 賀津子
- 女中たち
- 和宮様御留 - 観行院（和宮の母）
- ジンジャーブレッド・レディ - エヴィー
- 阿国 - 猪熊少将
- コシノものがたり - コシノヒロコ
- 京都 都大路謎の花くらべ
- 罠 - フローランス
- 頭痛肩こり樋口一葉 - 花蛍
- 山村美紗サスペンス 「京都 花灯路 恋の耀き」 - キャサリン

### 映画
- 薔薇の葬列（1969年 ATG） - エディ
- 華やかな女豹（1969年 日活） - 歌手
- 三匹の牝蜂（1970年 東映京都） - 歌手
- こちら55号応答せよ！ 危機百発（1970年、松竹） - 本人
- 座頭市 あばれ火祭り（1970年 勝プロ/大映） - 梅次
- 東京⇔パリ 青春の条件（1970年 松竹） - 本人
- 花札賭博 猪の鹿三番勝負（1970年 東映） - 本人
- 不良番長 手八丁口八丁（1971年 東映） - 本人
- 女番長ブルース 牝蜂の逆襲（1971年 東映京都） - 池畑慎一
- 初笑いびっくり武士道（1972年 松竹） - 加納平兵衛
- 獄門島（1977年 東宝） - 鵜飼章三
- 火の鳥（1978年 東宝） - 女官ヌサ
- 限りなく透明に近いブルー（1979年 東宝） - 黒人兵C
- 病院坂の首縊りの家（1979年 東宝） - 吉沢平次
- 上海異人娼館 チャイナ・ドール（1980年 アルゴスフィルム） - 女主人黒トカゲ
- 乱（1985年 東宝/ヘラルドエース） - 狂阿弥
- 十手舞（1986年 松竹） - 千太郎
- …これから物語 〜少年たちのブルース〜（1988年 フジテレビジョン） - 今泉
- 晴れたらポップなボクの生活（2006年 『晴れたらポップなボクの生活』製作委員会）  ユウさん
- デスノート the Last name（2006年 ワーナー・ブラザース映画） - レム（声）
- 雷桜（2010年10月22日、東宝）- 田所文之進
- サンブンノイチ（2014年4月1日、KADOKAWA 吉本興業） - 渋柿多見子
- 花筐/HANAGATAMI （2017年12月16日公開） - 娼婦

### Vシネマ
- ギニーピッグ4 ピーターの悪魔の女医さん - 主演

### テレビドラマ
- てなもんや一本槍（1969年、ABCテレビ）
- プレイガールシリーズ （東京12チャンネル / 東映）
  - プレイガール
    - 第27話「悪魔よ女の目を覚ませ」（1969年）
    - 第36話「女の肌は二度燃える」（1969年）
    - 第50話「美少年仁義」（1970年） - 平田カズオ
    - 第78話「暗黒街の少年」（1970年） - ジュン
    - 第157話「迫力世界一の女」（1972年） - 達夫
    - 第161話「真夜中の技くらべ」（1972年） - ピーターパン
    - 第184話「真夜中の美少年」（1972年） - ピーターパン
    - 第195話「聖しこの夜の暗殺者」（1972年） - あかね・圭介（2役）
    - 第209話「猟奇世界一の女」（1973年） - ジミイ
    - 第222話「怪談・屋根裏の悪霊」（1973年） - ジミイ

  - プレイガールQ　(1975年)
    - 第30話「白い乳房に蒼い毒針」 - ポール藤井
    - 第38話「怪談世にも凄まじい女の呪い」 - 寺本じゅん
    - 第41話「放送300回記念・東京エマニエル夫人」(1975年) - 寿司屋の出前持ち(友情出演、ノンクレジット)
- 東京バイパス指令 第44話「黒い設計図」（1969年、日本テレビ / 東宝）
- てなもんや二刀流（1970年、ABCテレビ）
- 魔女はホットなお年頃 第9話「真夜中のファンタジー」（1970年、毎日放送）
- 恋愛術入門 第20話「男の賭けは高くつく」（1971年3月7日、TBS / 国際放映） - 三沢ゆうきち
- 弥次喜多隠密道中 第15話「喜多八の子守唄」（1972年、日本テレビ）
- 紫頭巾（1972年、東京12チャンネル） - 桔梗屋粂八
- アイフル大作戦 第2話「男性飼育必敗法」（1973年、TBS / 東映）
- 必殺シリーズ（ABCテレビ・松竹）
  - 必殺からくり人 血風編（1976年） - 新之介
  - 新・必殺からくり人 第5話「東海道五十三次殺し旅 府中」（1977年） - 春之助
  - 江戸プロフェッショナル・必殺商売人 第11話「女体が舞台の弁天小僧」（1978年） - 矢之介
- いろはの"い" 第34話「ブンヤ・ブルース」（1977年、日本テレビ） - 今井雪子
- 横溝正史シリーズ・三つ首塔（1977年、毎日放送） - 古坂史郎
- 日曜恐怖シリーズ 第7話「お雛様の亡霊」（1978年、フジテレビ系） - 静音/シズオ（2役）
- 森村誠一シリーズII・野性の証明（1979年、毎日放送）
- 半七捕物帳 第15話「かむろ蛇」（1979年、テレビ朝日 / 歌舞伎座テレビ）
- 日本名作怪談劇場 第11話「怪談 鰍沢」（1979年、12ch）- 宗次郎
- あんちゃん（1982年 - 1983年、日本テレビ）
- 子供が見てるでしょ!（1985年、TBS） - レオ
- 翔んでる!平賀源内（1989年、TBS / C.A.L） - 桔梗屋粂八
- 子連れ狼（1989年、テレビ朝日 / 東映） - 黒鍬小夜丸
- さすらい刑事旅情編IV 第22話「財布をすられた女・裏切りの友情」（1992年、テレビ朝日 / 東映）
- 大忠臣蔵（1994年、TBS） - 上杉綱憲
- 月曜ドラマスペシャル・刑事ガンさんシリーズ4 京都花の祭殺人事件（1994年、TBS）
- 銭形平次 第6シリーズ 第2話「煙の罠」（1997年、フジテレビ / 東映） - 煙の半次郎
- 大河ドラマ 北条時宗（2001年、NHK総合） - 北条実時
- 打撃天使ルリ（2008年、テレビ朝日） - 神取裕司
- 牙狼＜GARO＞〜MAKAISENKI〜（2012年、テレビ東京） - ギャノン（人間態）
- 美しき罠〜残花繚乱〜（2015年、TBS） - 江崎龍子 役
- 陰陽師（2015年9月13日、テレビ朝日） - 青い貴人
- 下町ロケット（2015年版）（2015年10月 - 12月、TBS） - 中川京一 
  - 下町ロケット（2018年版）（2018年10月 - 2019年1月・2020年4月、TBS） - 中川京一
- マネーの天使〜あなたのお金、取り戻します!〜 第10話（2016年3月10日、読売テレビ） - 添島香織
- 連続テレビ小説 おむすび（2024年後期、NHK総合） - 「スナックひみこ」店主[17]

### テレビ （バラエティーほか）
- 祭りだ!ワッショイ!（1971年、フジテレビ）
- 7時のナマナマ歌謡曲（1975年、東京12チャンネル）月曜日と火曜日の司会を担当
- みごろ!たべごろ!笑いごろ!（1976年 - 1979年、テレビ朝日）
- ライオンのおしゃべりな夜（1987年頃、テレビ東京、トーク番組で木原光知子と共に司会を務める）
- 午後は○○おもいッきりテレビ（日本テレビ）
- とくダネ!（2002年 - 2004年、フジテレビ）金曜日出演
- 愛のエプロン（テレビ朝日、他の女性芸能人を退け特エプを獲得、男性芸能人SPでも特エプを獲得し「男女二冠」を達成）
- シャル・ウィ・ダンス?〜オールスター社交ダンス選手権〜（日本テレビ、ダンスがうまい人大会出演）
- Dのゲキジョー 〜運命のジャッジ〜（2005年 - 2007年、フジテレビ）
- ハマラジャ（テレビ東京、「美男子オーディション」にプロデューサー・講師として審査に参加）
- Beポンキッキ（2008年 - 、BSフジ、オジバジオ役で出演）
- チュー'sDAYコミックス 侍チュート!（毎日放送）
- スタイルプラス（東海テレビ、不定期出演）
- 愛の劇場〜男と女はトメラレナイ〜 （NHK教育、不定期出演）
- B.C.ビューティー・コロシアム（フジテレビ、不定期出演）
- ワイド!スクランブル（テレビ朝日、木曜日出演）コメンテーター
- 幸せの黄色い仔犬（2012年1月28日、中京テレビ）ゲスト出演
- ももち浜ストア（テレビ西日本）
- タマリバ（2012年 - 、テレビ西日本、木曜日出演）レギュラー
- ゆうがたLIVE ワンダー → みんなのニュース ワンダー（2015年 - 2017年、関西テレビ、木曜日出演）レギュラー
- 報道ランナー（2017年 - 、水曜日出演 → 2020年 - 、月曜日出演、関西テレビ）レギュラー
- 水前寺清子情報館（2017年4月29日 - 2018年9月29日、BSフジ）レギュラー
- ピーター&ミッツの煮るなり焼くなり（2017年10月6日 - 12月22日、BSジャパン）MC
- ピーターかごしま旅。（当初は単発番組、2018年4月から月一回レギュラー放送 、鹿児島テレビ）MC

### ラジオ
- お願い!ピーター（1970年、ニッポン放送）
- MBSヤングタウン（1976年 - 1978年、MBSラジオ）
- ピーターのスポーツ千夜一夜物語（1987年 - 1988年、ラジオ日本）
- Four Roses Midnight Bar（1995年 - 1996年、J-WAVE)
- 言ったもん勝ち！だもん（2020年10月7日 - 12月、FMヨコハマ）
- 日曜 mo R。～明るいラ族計画～ ピーターの糸島大好き!いとしまにあ（2022年10月23日 - 、RKBラジオ） -　毎月第4日曜放送

### ゲーム
- ドラッグオンドラグーンシリーズ
  - ドラッグオンドラグーン（2003年） - カイム、レッドドラゴン
  - ドラッグオンドラグーン2 封印の紅、背徳の黒（2005年） - カイム、アンヘル
  - ドラッグオンドラグーン3（2013年） - ミカエル
- ニーア・レプリカント（2010年） - 白の書
- 龍が如く OF THE END（2011年） - DD

### 吹き替え
- 七人の特命隊（1977年）キッド〈アルベルト・デラクア〉  ※フジテレビ版・DVD収録

### CM
- コクヨ - 「フリーアルバム」
- ファーストリテイリング　ユニクロ「ジーンズ」
- ダリヤ - 「サロンドプロ」無香料ヘアカラー
- ショップジャパン - 「トゥルースリーパー」 - 本人が愛用者ということで出演
- レディスアデランス「スマートタッチ」（2022年1月 - ） - 賀来千香子と共演[18]

## ディスコグラフィ

### シングル
- 1〜20：CBS・ソニー、21：キングレコード、22：日本クラウン、23：ガウス、24：ユニバーサル。

| #  | 発売日          | A/B面 | タイトル               | 作詞         | 作曲           | 編曲         | 規格品番   |
| -- | --------------- | ----- | ---------------------- | ------------ | -------------- | ------------ | ---------- |
| 1  | 1969年 10月1日  | A面   | 夜と朝のあいだに       | なかにし礼   | 村井邦彦       | 馬飼野俊一   | SONA-86069 |
| 1  | 1969年 10月1日  | B面   | 神々の薔薇             | なかにし礼   | 村井邦彦       | 馬飼野俊一   | SONA-86069 |
| 2  | 1970年 1月11日  | A面   | 愛の美学               | なかにし礼   | 都倉俊一       | 馬飼野俊一   | SONA-86086 |
| 2  | 1970年 1月11日  | B面   | 仮面の告白             | なかにし礼   | 村井邦彦       | 馬飼野俊一   | SONA-86086 |
| 3  | 1970年 4月21日  | A面   | 愛するゆえに懺悔して   | なかにし礼   | 村井邦彦       | 馬飼野俊一   | SONA-86105 |
| 3  | 1970年 4月21日  | B面   | 金曜日の奇跡           | なかにし礼   | 筒美京平       | 筒美京平     | SONA-86105 |
| 4  | 1970年 8月1日   | A面   | お兄さん               | 浅見アキラ   | 小谷充         | 小谷充       | SONA-86138 |
| 4  | 1970年 8月1日   | B面   | こまらせないで         | 小平なほみ   | 都倉俊一       | 馬飼野俊一   | SONA-86138 |
| 5  | 1970年 10月1日  | A面   | シャンゼリゼの夜       | 安井かずみ   | 村井邦彦       | 馬飼野俊一   | SONA-86152 |
| 5  | 1970年 10月1日  | B面   | 世界のはてに美しく     | 安井かずみ   | J.Dassin       | 小谷充       | SONA-86152 |
| 6  | 1971年 3月21日  | A面   | 生きているのが淋しくて | 山上路夫     | 中村泰士       | 馬飼野俊一   | SONA-86177 |
| 6  | 1971年 3月21日  | B面   | 時はめぐれど           | 山上路夫     | 中村泰士       | 馬飼野俊一   | SONA-86177 |
| 7  | 1971年 8月1日   | A面   | 恋する者たちよ         | なかにし礼   | 宮川泰         | 宮川泰       | SONA-86192 |
| 7  | 1971年 8月1日   | B面   | 不良少年               | なかにし礼   | 宮川泰         | 宮川泰       | SONA-86192 |
| 8  | 1971年 11月21日 | A面   | 青春のさすらい         | 橋本淳       | 筒美京平       | 高田弘       | SONA-86206 |
| 8  | 1971年 11月21日 | B面   | 明日の為に微笑を       | 橋本淳       | 筒美京平       | 高田弘       | SONA-86206 |
| 9  | 1972年 3月21日  | A面   | 別れたのは霧の街       | うさみかつみ | 鈴木邦彦       | 鈴木邦彦     | SOLA-10    |
| 9  | 1972年 3月21日  | B面   | いけないよ             | うさみかつみ | 鈴木邦彦       | 鈴木邦彦     | SOLA-10    |
| 10 | 1972年 9月1日   | A面   | オー・ラ・ラ           | 有馬三恵子   | 川口真         | 川口真       | SOLA-48    |
| 10 | 1972年 9月1日   | B面   | 愛をこめて             | 有馬三恵子   | 川口真         | 川口真       | SOLA-48    |
| 11 | 1973年 1月21日  | A面   | 悪の華                 | 有馬三恵子   | 川口真         | 川口真       | SOLA-73    |
| 11 | 1973年 1月21日  | B面   | 素晴しい戦争           | 有馬三恵子   | 川口真         | 川口真       | SOLA-73    |
| 12 | 1973年 6月21日  | A面   | ことづけ               | 有馬三恵子   | 川口真         | 川口真       | SOLB-40    |
| 12 | 1973年 6月21日  | B面   | 心残り                 | 有馬三恵子   | 川口真         | 川口真       | SOLB-40    |
| 13 | 1974年 1月21日  | A面   | 人間狩り               | なかにし礼   | 馬飼野康二     | 馬飼野康二   | SOLB-97    |
| 13 | 1974年 1月21日  | B面   | 私の心を売りましょう   | なかにし礼   | 馬飼野康二     | 馬飼野康二   | SOLB-97    |
| 14 | 1974年 6月1日   | A面   | 殺したいほど好き       | なかにし礼   | 馬飼野康二     | 馬飼野康二   | SOLB-146   |
| 14 | 1974年 6月1日   | B面   | 甘い餌                 | なかにし礼   | 馬飼野康二     | 馬飼野康二   | SOLB-146   |
| 15 | 1974年 10月1日  | A面   | むかしの女             | なかにし礼   | 馬飼野康二     | あかのたちお | SOLB-185   |
| 15 | 1974年 10月1日  | B面   | 或る種の愛情           | なかにし礼   | 馬飼野康二     | あかのたちお | SOLB-185   |
| 16 | 1974年 12月10日 | A面   | 気分しだい             | ちあき哲也   | 宇崎竜童       | 土持城夫     | SOLB-198   |
| 16 | 1974年 12月10日 | B面   | 女と女                 | ちあき哲也   | 大川光久       | 竹村次郎     | SOLB-198   |
| 17 | 1975年 8月21日  | A面   | 私の場合               | ちあき哲也   | チャーリー石黒 | 土持城夫     | SOLB-298   |
| 17 | 1975年 8月21日  | B面   | 東京の人               | ちあき哲也   | チャーリー石黒 | 土持城夫     | SOLB-298   |
| 18 | 1976年 7月21日  | A面   | 七年目の浮気           | なかにし礼   | 都倉俊一       | 田辺信一     | 06SH-35    |
| 18 | 1976年 7月21日  | B面   | なすりあい             | なかにし礼   | 都倉俊一       | 田辺信一     | 06SH-35    |
| 19 | 1978年 5月21日  | A面   | ぐっばいぐっばい       | 森雪之丞     | 杉本真人       | 萩田光雄     | 06SH-335   |
| 19 | 1978年 5月21日  | B面   | 恋愛オペラ             | 森雪之丞     | 杉本真人       | 萩田光雄     | 06SH-335   |
| 20 | 1979年 10月1日  | A面   | 麗人ストリート         | ちあき哲也   | つのだひろ     | 大村雅朗     | 06SH-631   |
| 20 | 1979年 10月1日  | B面   | なだれ                 | ちあき哲也   | つのだひろ     | 大村雅朗     | 06SH-631   |
| 21 | 1989年 9月21日  | 01    | 髪                     | 魚住勉       | Mark Davis     | 美野春樹     | 110X-12003 |
| 21 | 1989年 9月21日  | 02    | どぉ?!                 | なかにし礼   | 浜圭介         | 甲斐正人     | 110X-12003 |
| 22 | 2001年 9月21日  | 01    | 天狼                   | 池田充男     | 水森英夫       | 前田俊明     | CRDN-828   |
| 22 | 2001年 9月21日  | 02    | 北へ流れて             | 池田充男     | 水森英夫       | 前田俊明     | CRDN-828   |
| 23 | 2003年 2月21日  | 01    | 昭和シャンソン         | ちあき哲也   | 杉本眞人       | 伊戸のりお   | GRCE-11    |
| 23 | 2003年 2月21日  | 02    | 渋谷のネコ             | 水木れいじ   | 杉本眞人       | 伊戸のりお   | GRCE-11    |
| 24 | 2004年 8月21日  | 01    | 帰らざる日々           | 谷村新司     | 谷村新司       | 野見祐二     | UCCS-5004  |
| 24 | 2004年 8月21日  | 02    | 夜と朝のあいだに       | なかにし礼   | 村井邦彦       | 野見祐二     | UCCS-5004  |

### デュエット・シングル
| 発売日         | デュエット | A/B面 | タイトル                   | 作詞   | 作曲     | 編曲   | 規格品番 |
| -------------- | ---------- | ----- | -------------------------- | ------ | -------- | ------ | -------- |
| 1987年 9月21日 | 田代まさし | A面   | パラディラタンの夜は更けて | 秋元康 | 井上大輔 | 新川博 | 075H-371 |
| 1987年 9月21日 | 田代まさし | B面   | 再会                       | 秋元康 | 井上大輔 | 新川博 | 075H-371 |

### アルバム
- 失われた神話（1970年4月1日）SOND 66021
- ピーターの魅力（1970年9月1日）SOND 66034
- さまよう愛の世界（1972年5月21日）SOLJ 18
- ヒット全曲集（1974年11月1日）SOLL 102
- ヒット歌謡／愛の遍歴（1974年12月10日）SOLL 111
- La Vie S’en Va Vol.1（1996年12月1日）ISCA-001
- La Vie S'en Va -Live '97-（1998年3月1日）ISCA-002
- ベスト・オブ・ピーター（1998年5月21日）SRCL 4228
- 私が愛した女たち（2009年9月30日）UICZ-4213
- GOLDEN☆BEST ピーター（オリジナルを歌う＋スタンダードを歌う）（2009年9月30日）MHCL 1612-3
- SHINNOSUKE ～ひとり唄（2022年2月23日）

## 出版物
- 『（写真集）Peter』 (うちだかんた撮影 1970年 みち書房)
- 『おしゃべりな夜』 (1990年 新峰社)
- 『こころの贅沢』 (池畑慎之介著 1992年 講談社)
- 『ピーター This Is My Live どお？！』 (池畑慎之介著 1993年 日本テレビ)
- 『ピーター写真集 裸一貫。』 (沢渡朔撮影 1999年 新潮社)
- 『Peter’s Choice ピーターが選択してきたこと』 (ピーター著 2003年 扶桑社)

## 受賞歴
「ピーター」名義
- 第11回日本レコード大賞・最優秀新人賞（1969年）
- ネイルクイーン 2015・協会特別賞（2015年）